# Történeti forrás
A történeti források a történelem megismerésének elengedhetetlen eszközei.

## Fogalma
Történeti forrásoknak nevezzük azokat a dolgokat, amelyek az elmúlt korokból maradtak fenn, és segítenek bennünket a történelem megismerésében. Fennmaradásuk történhetett akár a véletlen műveként, akár az ember tudatos megőrző tevékenysége révén.
A források vizsgálatával a forrástan foglalkozik. A források vizsgálata, elemzése alapján születő művek a feldolgozások.

## Típusai
A történeti forrásokat jellegük szerint három nagy csoportba sorolhatjuk:
- tárgyi források (pl.: használati tárgyak, szerszámok, csontok, fegyverek)
- írott források (pl.: levelek, oklevelek, könyvek, újságok)
- szellemi hagyományok (pl.: népdalok, mesék)

## Forrásérték
A forráskritika legfőbb feladata, hogy ítéletet mondjon a forrás hitelességéről, szavahihetőségéről, vagyis megállapítsa az adott forrás forrásértékét. A forrásérték tehát a forrásoknak a kutatás szempontjából legfontosabb tulajdonsága, hiszen azt fejezi ki, hogy a forrás mennyire alkalmas a történelem megismerésére, a múlt rekonstruálására.
A forrásérték szempontjából a forrásokat három csoportra oszthatjuk:
- elsődleges (primer) források: Közvetlen, a történéssel egykorú források. Elsősorban olyan írott források tartoznak ide, amelyeknek szerzői egy adott esemény résztvevői, szemtanúi voltak, és saját tapasztalatuk alapján számolnak be róla; de lehetnek tárgyak is, mint például érmék, újságcikkek, levelek vagy naplóbejegyzések.
- másodlagos (szekunder) források: Olyan írásokat jelölnek, amelyek nem személyes részvétel vagy tapasztalat alapján írnak egy eseményről, hanem valamilyen más forrás alapján.
- harmadlagos (tercier) források: Olyan művek, amelyek elsődleges és másodlagos források alapján dolgoznak ki egy adott témát (pl.: lexikonok, enciklopédiák).